# État Landi
1257–1682
Entités précédentes :
- Fiefs des Pallavicino

Entités suivantes :
- Duché de Parme et Plaisance

L'État Landi est le nom donné à l'ensemble des territoires détenus par la famille Landi qui l'administrait, et qui comprenait le marquisat de Bardi, le principauté de Borgo Val di Taro, le comté de Compiano et la baronnie de Pieve di Bedonia.

## Qualification féodale
Les topographes du XVIIe siècle désignaient sur les cartes sous ce nom la partie nord-ouest de l'Apennin, comprenant les vallées du Ceno et du Taro. La famille piacentine des Landi gouverna ces territoires de 1257 à 1682 : en 1551, l'empereur Charles Quint les inclut parmi les fiefs impériaux et les statuts de 1599 les définissent formellement comme "État des fiefs impériaux des Landi". Andrea III Doria Landi, héritier de la princesse Maria Polissena, dernière de la lignée, céda en 1682 les principautés au duc de Parme et Plaisance Ranuce Ier Farnèse en échange de 124 714 ducatons.
L'ensemble des fiefs appartenant à la même dynastie était également mentionné de cette manière dans les cas de l'État Pallavicino (Busseto et Cortemaggiore), de l'État Rossi, de l'État Borromeo et de l'État Fieschi.

## Histoire
Les premières terres qui formeront par la suite le noyau originel de l'État Landi appartenaient au diocèse de Plaisance : les Pallavicino s'en emparèrent en 1251. Six ans plus tard, le 19 mars, le gibelin Ubertino Landi (descendant de Simone, vivant en 1207) prit possession du fief qui, considérablement étendu, fut gouverné par ses héritiers pendant 425 ans. En 1312, l'empereur Henri VII de Luxembourg l'investit de Borgo Val di Taro, de Bardi et de Compiano.
Les Landi restaurèrent et fortifièrent les châteaux de Bardi et de Compiano, en faisant les résidences de la lignée : par la suite, ces deux forteresses se virent attribuer une vocation non seulement militaire, mais également aristocratique. Un autre manoir, habité par une branche supplémentaire de la famille, fut celui de Rivalta (it), encore aujourd'hui somptueux et habité.
L'ample étendue territoriale comprenait également les châteaux de Golaso, Varsi, Fornovo et Castelcorniglio de la famille comtale des Rugarli, ensuite également inféodée à Compiano par l'empereur Rodolphe II.
En 1381, le duc de Milan Jean Galéas Visconti approuva la pleine autonomie des territoires d'Ubertino II, et après une parenthèse viscontéenne de 1429 à 1448, en 1551, l'empereur et roi d'Espagne Charles Quint accorda à Agostino Landi le titre de marquis de Bardi (22 octobre), prince du Saint-Empire romain et de Borgo Val di Taro. Son fils Manfredo héritera de sa mère Giulia le comté de Compiano et la baronnie de Pieve.
Le souverain des Habsbourg accorda également le droit de frapper monnaie et, durant la période 1590-1630, les ateliers monétaires de Bardi et de Compiano menèrent une intense activité sous le règne de Federico. Celui-ci réussit à s'opposer aux visées expansionnistes des Farnese, ducs de Parme, embellit la forteresse de Bardi et veilla aux intérêts de ses sujets et de l'État : le roi espagnol Philippe III le nomma chevalier de la Toison d'or, l'une des distinctions les plus prisées de l'époque. N'ayant pas eu de fils de son épouse Placidia Spinola, en 1627, l'empereur Ferdinand II des Habsbourg autorisa la succession de sa fille Maria Polissena.
Cette dernière, dernière de sa lignée, épousa Giovanni Andrea II Doria, prince de Melfi, marquis de Torriglia et comte de Loano. La princesse contribua à embellir le château, notamment avec la création d'une riche bibliothèque : elle décéda le 26 février 1679 à Gênes, mais fut inhumée, selon sa volonté, dans la crypte des Doria du couvent du mont Carmel à Loano.
Le successeur Andrea III Doria Landi vendit, en 1682, l'État Landi aux Farnese, le destinant ainsi à suivre le sort du duché de Parme et Plaisance, marqué par un déclin artistique et social.

## Souverains de l'Etat Landi (1312-1682)[12]
| Titre          | Nom                                             | Période     | Union et note |
| Seigneur       | Ubertino I Landi                                | 1312 - 1314 | Caterina Beccaria; Seigneur de Bardi, Borgo Val di Taro et de Compiano                                                                                            |
| Seigneur       | Manfredo I                                      | 1314 - 1341 | Sofia Landi |
| Signore        | Ubertino II                                     | 1341 - 1405 | Beatrice Landi |
| Comte          | Galvano                                         | 1405 - 1429 | Costanza Zanardi Landi, Margherita Malaspina; Premier comte de Bardi, investi par Filippo Maria Visconti; 1429-1448, confiscation des fiefs par les ducs de Milan |
| Comte          | Manfredo II                                     | 1448 - 1488 | Margherita Anguissola, Antonia Fieschi; Premier comte de Borgo Val di Taro                                                                                        |
| Conte          | Federico (I)                                    | 1488 - 1516 | Caterina Pallavicino; A gouverné avec ses frères Pompeo et Corrado                                                                                                |
| Conte          | Claudio (I)                                     | 1516 - 1536 | Beatrice Pallavicino, Eleonora Pico di Concordia |
| Marquis Prince | Agostino Landi (it)                             | 1536 - 1556 | Giulia Landi, signora di Compiano; Premier comte de Borgo Val di Taro et de S. R. I., premier marquis de Bardi                                                    |
| Prince         | Manfredo I                                      | 1556 - 1576 | Giovanna Fernández de Cordoba y Aragon; Premier comte de Compiano et baron de Pieve                                                                               |
| Prince         | Claudio (II)                                    | 1576 - 1589 | Giovanna Fernández de Cordoba y Aragon |
| Principe       | Federico (II)                                   | 1589 - 1633 | Placidia Spinola |
| Princesse      | Maria Polissena Landi (it)                      | 1633 - 1679 | Giovanni Andrea II Doria, principe di Melfi; Dernière descendante des Landi en ligne masculine                                                                    |
| Principe       | Giovanni Andrea (III) Doria Landi Pamphili (it) | 1679 - 1682 | Anna Pamphili; neveu de Maria Polissena, a vendu les fiefs de sa grand-mère aux Farnese                                                                           |

## Galerie

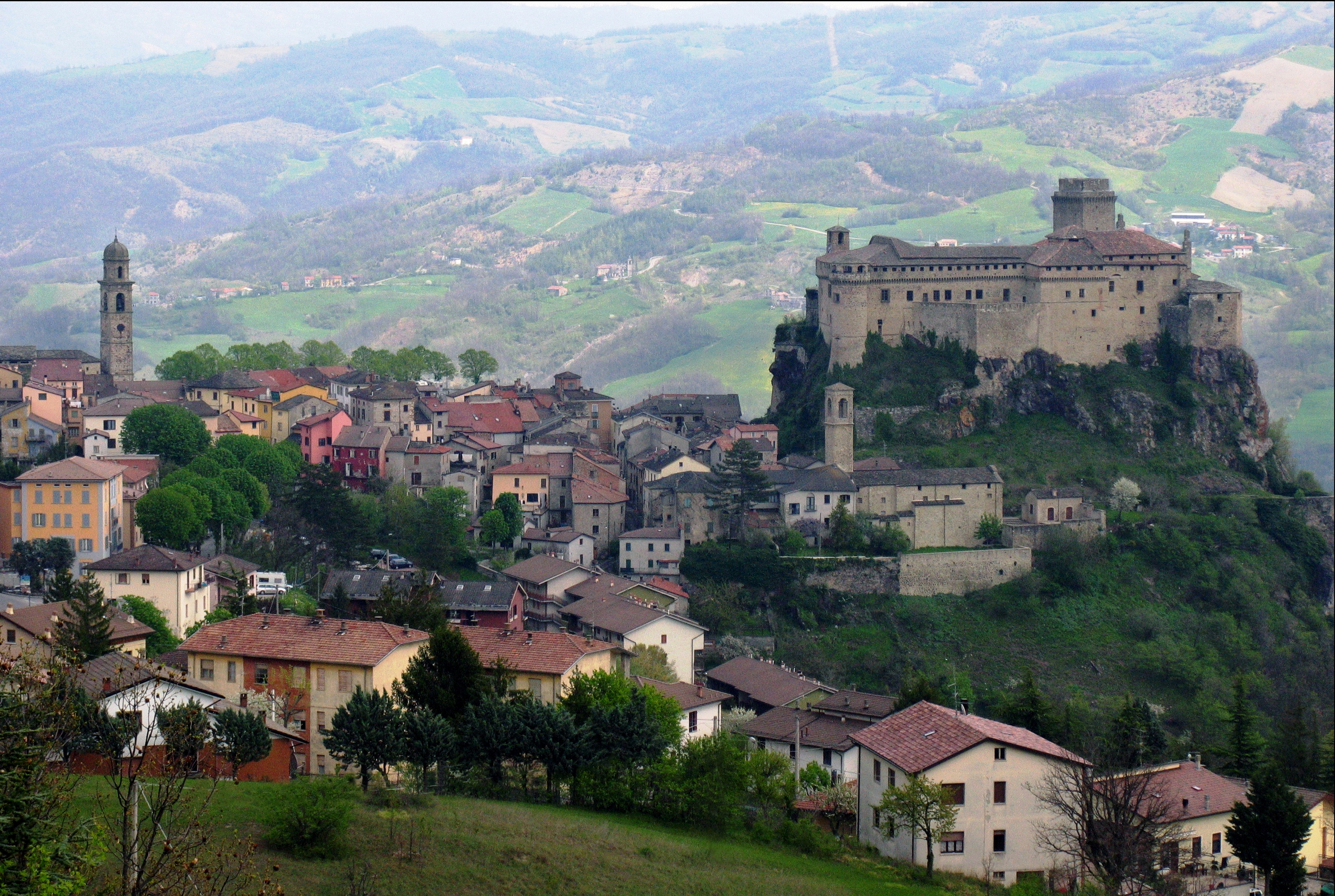
Le bourg et le château de Bardi
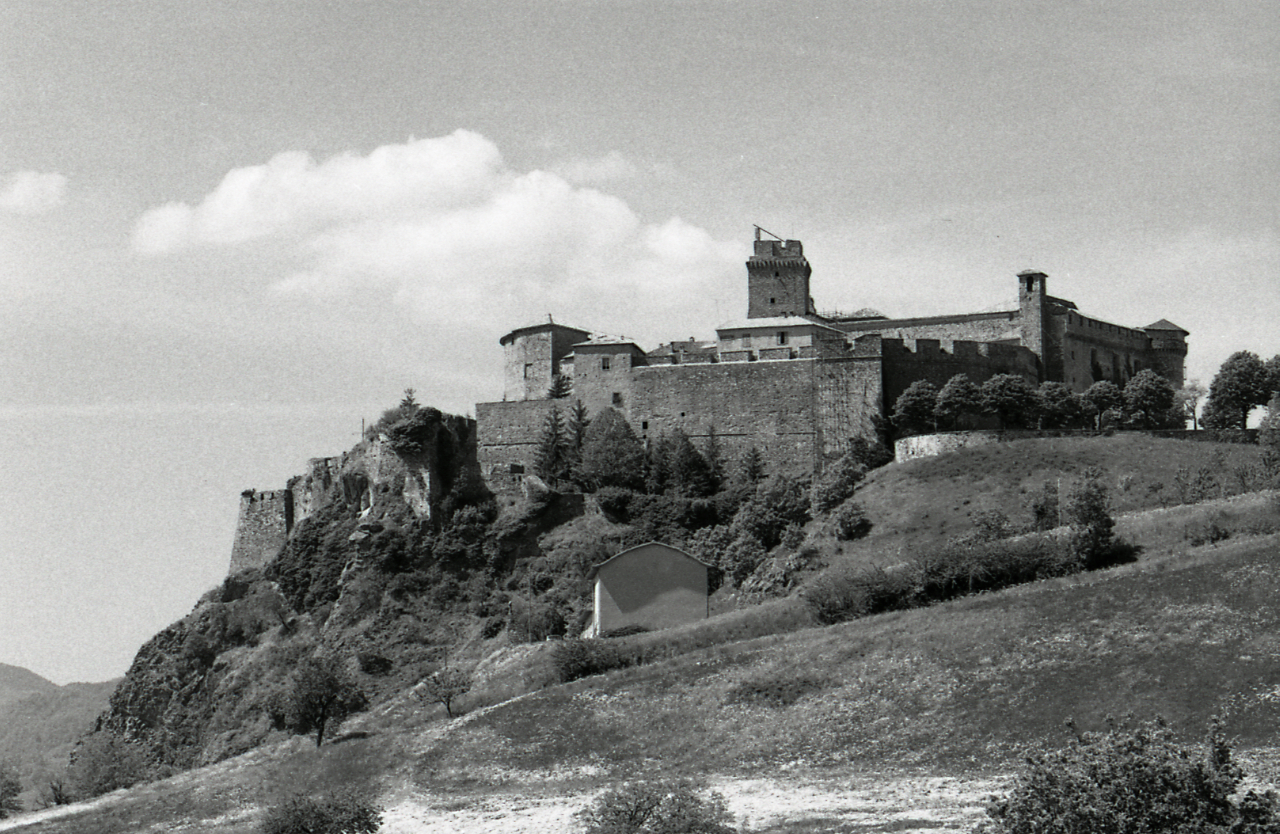
Le château de Bardi (Paolo Monti, 1976)
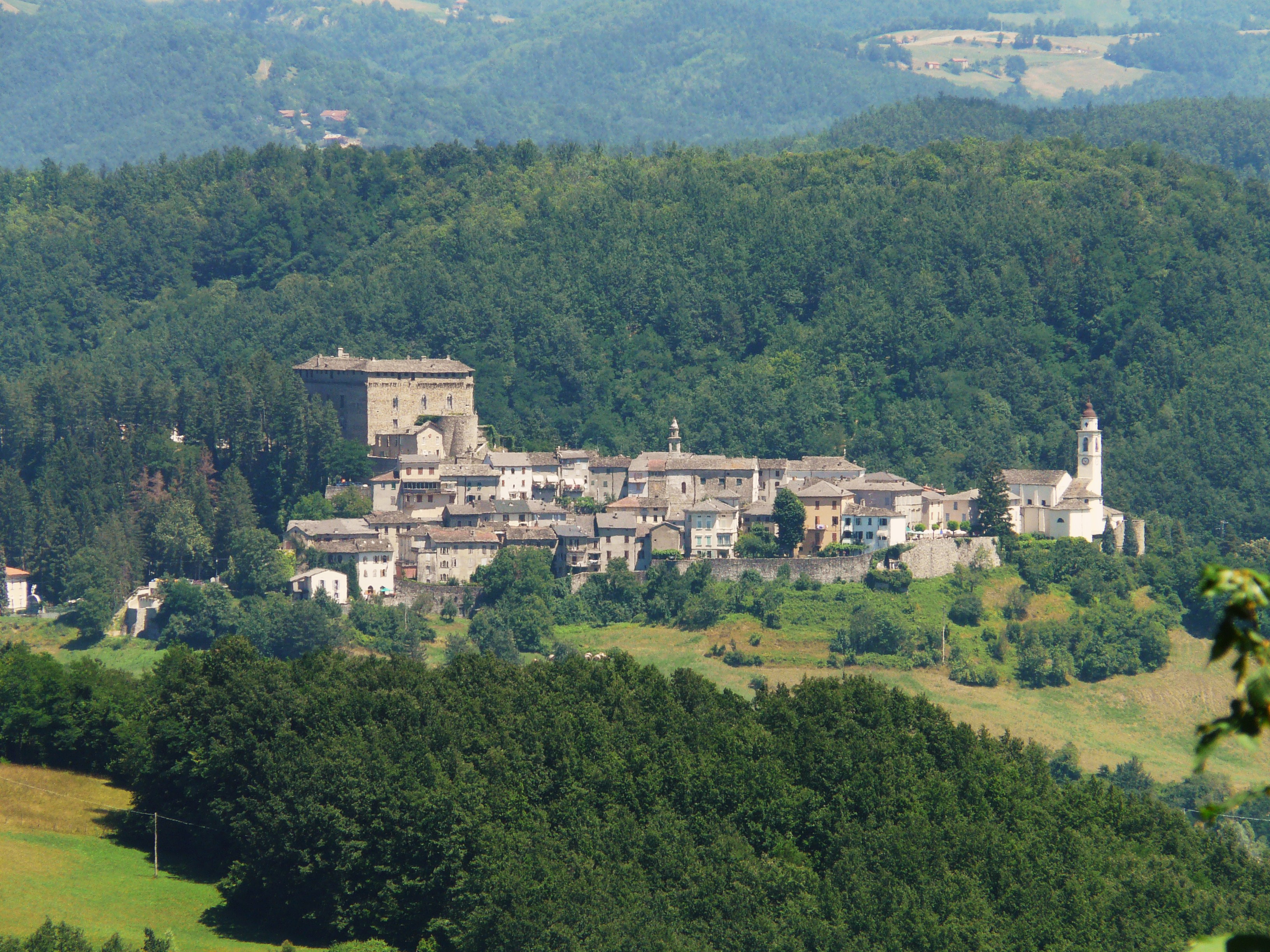
Le bourg et le château de Compiano
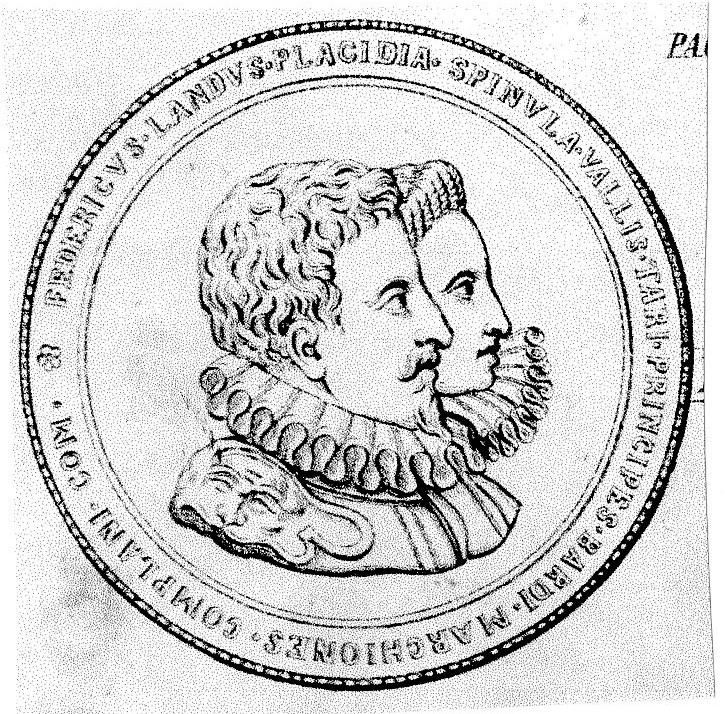
Monnaie de Federico Landi e Placidia (1599)